# ノースウエスト航空74便胴体着陸事故
ノースウエスト航空74便胴体着陸事故（ノースウエストこうくう74びんどうたいちゃくりくじこ）は、2005年（平成17年）にグアム国際空港で発生したノースウエスト航空74便の航空事故（胴体着陸事故）である。

## 事故の概要
ノースウエスト航空74便は、9時45分頃に成田空港を出発し、14時25分頃にグアム国際空港に到着する予定だった。
2005年8月19日、ノースウエスト航空74便は、乗員乗客335人を乗せ、定刻通りに出発し、順調に飛行していた。現地時刻14時15分頃に着陸したが、滑走路を滑走中に前輪が壊れ、結果的に胴体着陸した。辛くも滑走路上で停止したが、乗客はしばらく機内で待機させられた。数分後に乗客は脱出を開始した。しかし、すでに客室の前方では煙が充満していた。乗員乗客は全員無事に脱出した。脱出の際に3人が負傷しただけだった。
グアム国際空港は事故の影響でしばらく閉鎖され、グアム行きの便はアンダーセン空軍基地などにダイバートした。

## 事故原因
はっきりとした原因は分かっていないが、前輪に何らかの故障もしくは問題が発生し、滑走中に折れたと考えられている。

## 事故後の経過
脱出のため、乗客の荷物類（中にパスポートなど）が機内に残されたため、入国審査を受けられないので、乗員乗客は空港で足止めを食らうこととなった。
また事故を起こしたB747-200は、2004年の秋に塗装をニューカラーにしたばかりであるにもかかわらず、NWAのタイトルを消されて銀一色となってしまった。その2年後の2007年には、エンジンも外され、グアム国際空港の敷地内に駐機されていた。2008年9月上旬にARC社により解体された。